# Проституція в Нідерландах
Проституція в Нідерландах є легальною діяльністю. 

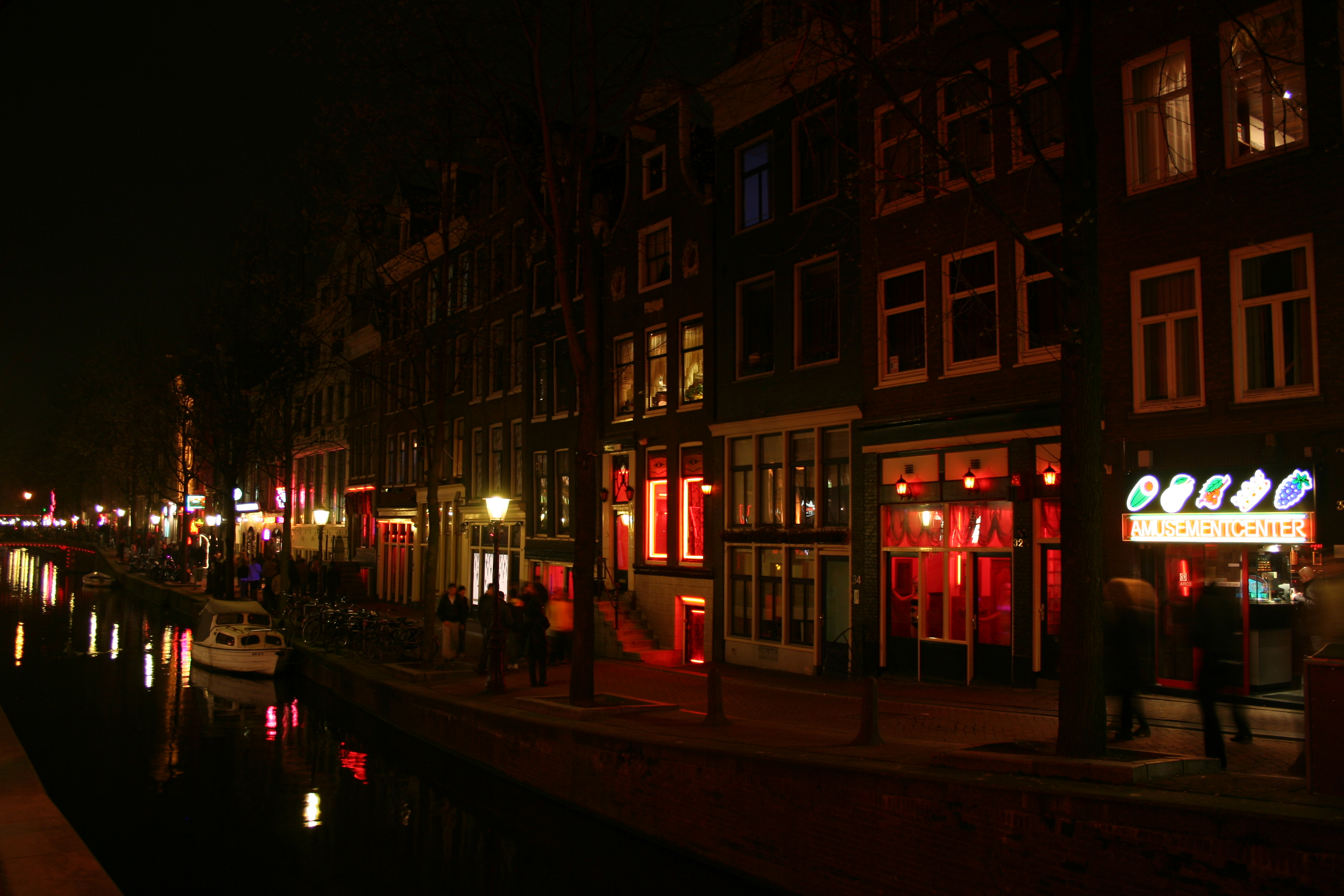
«Квартал червоних ліхтарів» в Амстердамі (Де Валлен)

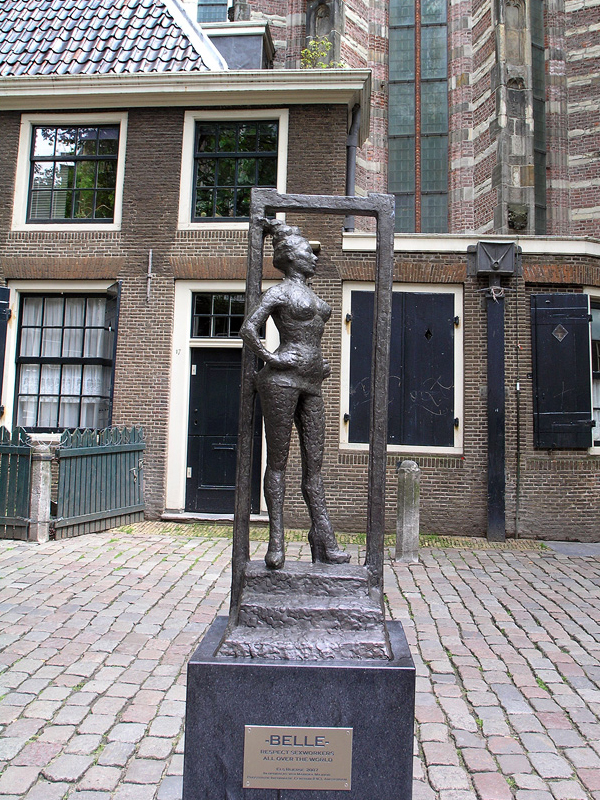
Статуя Belle перед Oude Kerk в кварталі червоних ліхтарів Амстердама. На постаменті написано: «Поважайте сексуальних робітниць всього світу»

## Історія
Професор жіночих досліджень Род-Айлендського університету Донна Х'юз вказує, що Нідерланди є одним з найбільш популярних напрямків ввезення в Європу жінок для проституції, оскільки у цій державі це явище не є протизаконним (поряд з Німеччиною ) . 
Крім того Х'юз звертає увагу на те, що за даними на 1995 рік у Нідерландах кількість секс-робітниць з України (див. Проституція в Україні ) перевищила кількість їхніх колег з будь-якої іншої країни, а в 1996 році Україна за цим показником посіла друге місце. Вчені з Лейденського університету вказують, що з 25 000 жінок, що займаються проституцією в Нідерландах, 33% —  вихідці з України . 
Станом на 1997 рік 80% осіб, що займаються проституцією, в країні були вихідцями з інших країн і 70% не мали імміграційних документів  . 
За даними МЗС Нідерландів станом на 2000 рік у Нідерландах працювали від 20 000 до 25 000 проституток: 
- 32% з них голландського походження,
- 22% з Латинської Америки,
- 19% зі Східної Європи,
- 13% з Африки південніше від Сахари,
- 6% з країн Євросоюзу ,
- 5% приїхали з Північної Африки
- і 3% з Азії [4] .

У Нідерландах щорічно реєструють від 1000 до 1700 повій, що були залучені до примусової проституції    . У 2008 році тут було зареєстровано 763 жінки з Угорщини, 60% з яких були жертвами сексуального рабства   .

## Законодавство

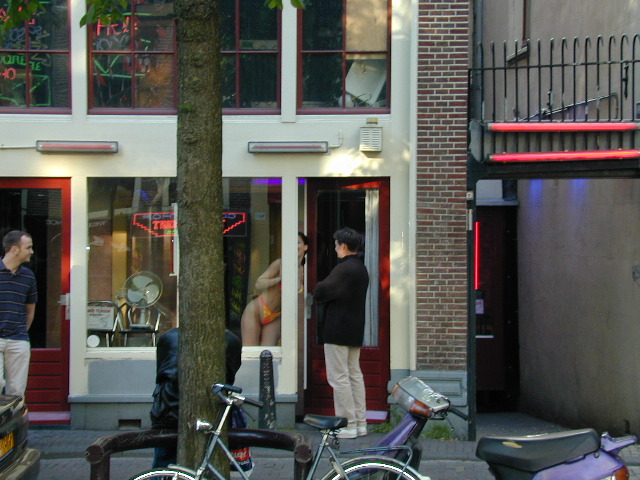
Клієнт домовляється про послуги з повією в «районі червоних ліхтарів» Амстердама (Де Валлен)

1530 року імператор Карл V заборонив борделі, але незрозуміло, наскільки це розпорядження було ефективним; принаймні, в деяких містах Нідерландів, зокрема, в Гаазі це рішення не дотримувалося.
Всі ліцензовані борделі Амстердама були закриті 1578 року після падіння іспанського панування.
Разом із втратою незалежності Нідерландами 1810 року в країні була введена регламентація проституції французького зразка. Після повалення французького панування в 1813 році регламентація припинилася. Однак введений в дію на території Нідерландів у 1811 році Кримінальний кодекс Франції 1810 року залишався в силі до 3 березня 1881 року. Згідно з статтею 334 цього Кодексу, заборонялося лише залучення до проституції осіб віком до 21 років, утримання борделів не каралося.
Закон про місцеві управління 1851 року зобов'язував місцеві громади захищати суспільну мораль на своїх територіях, що деякими з них використовувалося для контролю над проституцією.
1878 року преподобний Хендрік Пірсон, директор різних благодійних установ, заснував Нідерландську асоціацію боротьби з проституцією. Він оприлюднив роботу «Узаконений порок», в якій написав, що легалізація проституції означає узаконення перелюбу, що проституція підриває основи сім'ї, а венеричні захворювання - справа особистої гігієни кожної людини, тим більше що клієнти повій чомусь лікарському огляду не підлягають. Рух проти проституції швидко об'єднав людей найрізноманітніших поглядів — католиків, протестантів, феміністок, соціалістів (але соціалістичний рух в Нідерландах не зіграв великої ролі). Перша жінка-доктор в Нідерландах, Алетта Якобс, теж підтримала цю ідею і була присутня на організованій Асоціацією в 1889 році конференції з боротьби проти проституції. 
1911 року стаття 250bis Кримінального кодексу заборонила володіти борделем та жити на доходи від проституції; самі жінки переслідуванню через проституцію не піддавалися.
У лютому 1985 року в Амстердамі пройшов перший Світовий конгрес повій. Конгрес був проведений зf ініціативj. керівниці американської організації COYOTE Маргарити Джеймс і її однодумиці Гейл Фетерсон. Під час конгресу було засновано Міжнародний комітет за права повій, а також прийнято Хартію прав повій по всьому світу. Слідом за Комітетом була заснована громадська організація «Червона нитка», яка поставила собі за мету домогтися легалізації проституції. Невдовзі організація стала користуватися підтримкою уряду країни. Ця організація, а також Фонд де Грааф і Фонд протидії торгівлі жінками стали основними лобістами легалізації проституції. (Фонд А. де Грааф спочатку був аболіціоністським, але починаючи з 1970-х років змінив свою позицію, вважаючи, що класичного типу сутенера більше не існує).
У лютому 1988 року Нідерландський уряд признав проституцію професією. Коли у лютому 1997 року Нідерланди стали головуючими в Європейському союзі, уряд посилив підтримку цих організацій, а також засноаній в 1993 році Європейскій мережі протидії вірусу імунодефіциту людини і захворюванням, що передаються статевим шляхом і промоції здорового способу життя серед секс-робітників-мігрантів (сокращённо Тампеп). 7—8 февраля в Нордвейкерхауті пройшла Європейська конференція неурядових організацій з протидії торговлі жінками. Там були присутні 100 учасників, більшість були прихильниками легалізації або не мали чіткої позиції з цього питання, двоє учасників були аболіціоністами. Були представлені «Черона нитка», Фонд протидії торгівлі жінками, Фонд А. де Граафа, Тампеп та інші організації, а також нідерландський уряд.
Конференцію розкритикували аболіціоністські організації - Коаліція протидії торгівлі жінками, Міжнародна федерація прав людини і організація «Покінчимо з дитячою проституцією, дитячою порнографією та торгівлею дітьми» (ЕКПАТ). На їхню думку, склад конференції був підібраний так, як це було потрібно прихильникам легалізації проституції в нідерландському уряді, а всім незгодним було відмовлено в участі під приводом браку місць. Співвиконавчий директор першої організації, Дженіс Раймонд, писала, що коли одна з учасниць Тампеп з Італії задала на конференції питання, чому вони не розглядають питання про можливість виходу з проституції, їй відповіли, що метою конференції є поліпшення становища жінок, які перебувають всередині проституції. 
З 1 жовтня 2000 року проституція легалізована в Нідерландах, дозволено відкривати будинки розпусти. Повії зобов'язанні мати медичну довідку. 3[джерело?]
Досить довгий час влада стверджувала, що легалізація будинків розпусти - це вирішення всіх проблем, пов'язаних з секс-індустрією. У 2007 році мер Амстердама Йоб Кохен визнав, що легалізація була помилкою. 
|  | Ми хочемо частково відмінити її, особливо в аспекті експлуатації жінок в секс-індустрії. Останнього часу ми отримуємо все більше сигналів про те, що насилля в цій сфері все ще продовжується |

Згідно із заявою мера Амстердама, незважаючи на те, що проституція тут легальна, у центрі міста «надається занадто багато сексуальних послуг», що «притягує кримінал, зокрема, торгівлю людьми та сексуальну експлуатацію».
19 вересня 2014 року 47 будинків розпусти були закриті мером міста Еберхардом ван дер Ланом у зв'язку з боротьбою із торгівлею людьми .

## Погляди
Вважається, що саме Нідерланди досягли успіху в цьому питанні і її досвід досить показовий. У цій країні жінки і чоловіки, що заробляють на життя своїм тілом, мають рівні права з усіма іншими працюючими громадянами. Вони платять податки, а натомість отримують право на медичне страхування, накопичувальну пенсію і відпускні  . 